# Lucjusz Postumiusz Megellus
Lucjusz Postumiusz Megellus – polityk i generał rzymski. Był synem Lucjusza Postumiusza Megellusa, który sprawował urząd konsula trzykrotnie między 305 p.n.e. a 291 p.n.e. Młodszy Megellus w 262 p.n.e. w trzecim roku I wojny punickiej został wybrany konsulem, drugim konsulem na ten rok został Kwintus Mamiliusz Witulus. Wraz z nim wylądował z oddziałami wojskowymi na Sycylii i wziął udział w oblężeniu Agrigentum, które zakończyło się sukcesem i zdobyciem miasta.
W 253 p.n.e. doszło do nietypowej sytuacji, w której Megellus został obrany cenzorem i pretorem na ten sam rok. W tym samym roku zmarł podczas pełnienia urzędów.